# Campeonato Mundial de Hóquei no Gelo de 2007/Terceira divisão
A terceira divisão do Campeonato Mundial de Hóquei no Gelo de 2007 foi disputada em Dundalk, na Irlanda, entre 15 e 21 de abril. É importante ressaltar que esta foi a primeira participação da Mongólia na história.

## Posições
| Equipe        | J        | V        | VOT      | DOT      | D        | GP       | GC       | PTS      |
| ------------- | -------- | -------- | -------- | -------- | -------- | -------- | -------- | -------- |
| Nova Zelândia | 4        | 4        | 0        | 0        | 0        | 29       | 6        | 12       |
| Irlanda       | 4        | 2        | 1        | 0        | 1        | 20       | 8        | 8        |
| Luxemburgo    | 4        | 2        | 0        | 1        | 1        | 21       | 15       | 7        |
| África do Sul | 4        | 1        | 0        | 0        | 3        | 17       | 16       | 3        |
| Mongólia      | 4        | 0        | 0        | 0        | 4        | 3        | 45       | 0        |
| Armênia       | Desistiu | Desistiu | Desistiu | Desistiu | Desistiu | Desistiu | Desistiu | Desistiu |

- Irlanda e  Nova Zelândia foram promovidas.

## Resultados
| Time | RSA    | IRL    | LUX    | MGL    | NZL    |
| ---- | ------ | ------ | ------ | ------ | ------ |
| RSA  |        | 1 - 3  | 2 - 5  | 14 - 1 | 0 - 7  |
| IRL  | 3 - 1  |        | 4 - 3  | 11 - 0 | 2 - 4  |
| LUX  | 5 - 2  | 3 - 4  |        | 10 - 1 | 3 - 8  |
| MGL  | 1 - 14 | 0 - 11 | 1 - 10 |        | 1 - 10 |
| NZL  | 7 - 0  | 4 - 2  | 8 - 3  | 10 - 1 |        |